# Filippinernas herrlandslag i basket

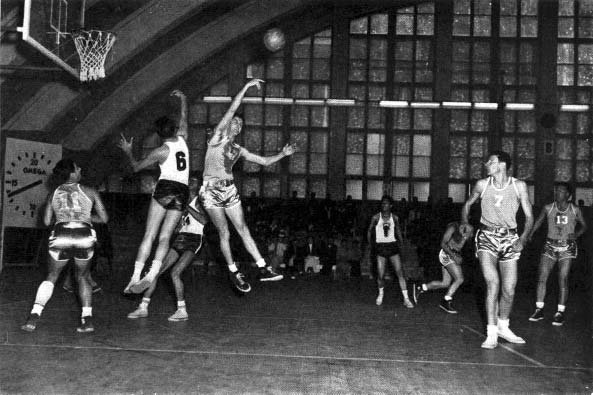
Filippinerna-Argentina i 1952 års olympiska turnering.

Filippinernas herrlandslag i basket (engelska: Philippines men's national basketball team, spanska: Selección de baloncesto de Filipinas) representerar Filippinerna i basket på herrsidan. Laget tog brons i världsmästerskapet 1954.

### Fotnoter
1. ↑  Todor Krastev (19 mars 1954). ”Men Basketball World Championship 1954 Brazil 23.10-05.11 Winner United States” (på engelska). Sport Statistics. Arkiverad från originalet den 11 juli 2008. https://web.archive.org/web/20080711143935/http://todor66.com/basketball/World/Men_1954.html. Läst 23 juni 2015.